# Bolton (Missisipi)
Bolton – miasto w Stanach Zjednoczonych, w stanie Missisipi, w hrabstwie Hinds.